# Lionel Richie
Lionel Brockman Richie Jr. (Tuskegee (Alabama), 20 juni 1949) is een Amerikaanse muzikant en popzanger. Hij begon zijn carrière als lid van de band Commodores en groeide in de jaren tachtig uit tot een van de succesvolste popartiesten aller tijden. Richie scoorde wereldwijd hits met nummers als Endless Love (1981), All night long (All night) (1983), Hello (1984), Say you, say me (1985) en My destiny (1992).

## Biografie

### 1949–1968: jeugd
Richie werd geboren op de universiteitscampus van Tuskegee en ging daar ook studeren. Hij wilde dominee worden, maar koos uiteindelijk voor de muziek.

### 1968–1981: Commodores
Richie begon in 1968 met medestudenten de band Commodores en schreef de meeste van hun hits die ze in de jaren 70 scoorden. Richie specialiseerde zich in ballads en zei daarover in het VH1 programma Behind the Music: "Iedereen in de band wilde het hardst funkende nummer schrijven, ik probeerde daartussen op te vallen".
En het werkte, want Easy, Three times a lady, Sail on en Still bereikten stuk voor stuk de hoogste regionen in de hitlijsten. Gevolg was wel dat Richie het centrale middelpunt van de band werd en dat er langzaam maar zeker een artistieke tweedeling ontstond. Nadat Endless love werd afgewezen voor het volgende Commodores-album, nam Richie het op als duet met Diana Ross en scoorde er een grote hit mee. Voor Kenny Rogers schreef hij de single Lady (in 1983 gecoverd door de Jamaicaanse zanger Wayne Wade) en produceerde hij het album Share your love.

### 1982–1987: de eerste drie soloalbums
In 1982 bracht Richie een titelloos soloalbum uit met nummers die hij niet kwijt kon bij de Commodores; het werd een van de bestverkopende albums van dat jaar en de single Truly leverde Richie zijn eerste Grammy Award op. Het album was opgedragen aan de inmiddels overleden manager Benny Ashburn en aan de Commodores met wie Richie datzelfde jaar weer op tournee ging. Het concert in Texas zou echter zijn laatste zijn, want de volgende dag koos hij – na lang twijfelen – definitief voor een solocarrière.
In 1983 verscheen zijn tweede album, Can't slow down, dat mede dankzij de singles All night long (All night) en Hello nog succesvoller dan de voorganger werd, en ervoor zorgde dat Richie de status van superster verwierf.
In 1985 werkte hij samen met Michael Jackson aan We Are the world, dat voor het goede doel, tegen de hongersnood in Afrika, werd opgenomen. De Harvard University onderscheidde hem op 5 december 2011 onder meer hiervoor met de Peter J. Gomes Humanitarian Award.
Ook het album Dancing on the ceiling uit 1986 was een succes. In 1987 trok Richie zich terug uit de muziekwereld; hij scheidde van zijn vrouw Brenda, zorgde voor zijn zieke vader (die in 1990 kwam te overlijden) en liep zelf bij de kno-arts vanwege een keelaandoening.

### Jaren 90: comeback
In 1992 maakte Richie een succesvolle comeback met het verzamelalbum Back to front. In Nederland stond dit album elf weken op nummer 1; van de drie nieuwe singles werd My Destiny de grootste hit. Richie zou dit succes in de daaropvolgende jaren niet meer overtreffen en ging weg bij Motown waar hij twintig jaar onder contract stond.
Richie tekende een nieuw contract bij Island en bracht in 1996 – na een periode van introspectie – het redelijk succesvolle album Louder Than Words uit dat bij vlagen teruggreep naar de oude vertrouwde Commodores-sound. In navolging van de andere Commodores kreeg ook Richie in 1997 een plek in de Alabama Music Hall of Fame.
Ook met de in Londen opgenomen opvolger Renaissance (2000) stond Richie nog volop in de schijnwerpers. Het album bereikte een 10e plaats in de Album Top 100, en daarvan verschenen Don't stop the music en de hit Angel op single. Deze laatste haalde de 8e plaats in de Nederlandse Top 40.

### Sinds 2000
Vanaf 2001 ging het bergafwaarts met Richies succes. Hij bracht drie albums en een verzamelalbum uit, maar die verdwenen allemaal al snel weer in de uitverkoopbakken.
Zijn platen waren dan wel geen hits meer, zijn optredens waren dat nog wel. In september 2008 gaf hij in het kader van de concertreeks Symphonica in Rosso vier uitverkochte concerten in het GelreDome in Arnhem. Bij de concerten waren gastoptredens van onder meer Candy Dulfer, Alain Clark, Trijntje Oosterhuis, Leona Philippo en Jeroen van der Boom. Naar aanleiding van deze concerten bracht hij twee maanden eerder, in juli 2008, de single Face in the crowd uit, een duet met Trijntje Oosterhuis. Het werd zijn eerste top 10-hit in acht jaar tijd.
De concertregistratie van Symphonica in Rosso kwam in december 2008 binnen op de eerste plaats van de albumlijsten. Het werd Richie's eerste nummer 1-succes in zestien jaar tijd.
Richie liet weten open te staan voor een reünie van de Commodores; dit resulteerde in 2009 in enkele optredens van 45 minuten met oud-leden William King en Walter Orange die nog altijd deel uitmaken van de huidige bezetting.
In 2012 verscheen het album Tuskegee, waarop Richie zijn hits zong als duetten met countrysterren als Shania Twain (Endless love) en Kenny Rogers (Lady). Speciaal voor de Benelux maakte Richie nieuwe versies van Angel en You are, met respectievelijk de Belgische zangeres Natalia en de Nederlandse zanger Waylon.
In de zomer van 2015 gaf Richie concerten op Glastonbury en North Sea Jazz, waarbij hij ook veel hits van de Commodores speelde.
Vanaf 2018 nam Richie plaats in de jury van American Idol.
Op 25 maart 2019 kondigde Richie een 33-data tellende tournee door Amerika aan; de Hello Tour ging 10 mei van start en duurde tot augustus.
Tijdens de coronacrisis in 2020 nam Richie een nieuwe versie op van We Are the World met de kandidaten van American Idol.

## Persoonlijk
Lionel Richie is tweemaal gehuwd geweest. Zijn eerste huwelijk hield 17 jaar stand, zijn tweede huwelijk 8 jaar. Met zijn eerste vrouw adopteerde hij in 1983 Nicole Richie. Met zijn tweede vrouw heeft hij twee kinderen.

## Discografie

### Albums
| Album met eventuele hitnotering(en) in de Nederlandse Album Top 100 | Datum van verschijnen | Datum van binnenkomst | Hoogste positie | Aantal weken | Opmerkingen                        |
| ------------------------------------------------------------------- | --------------------- | --------------------- | --------------- | ------------ | ---------------------------------- |
| Lionel Richie                                                       | 1982                  | 09-04-1983            | 14              | 13           |                                    |
| Can't Slow Down                                                     | 1983                  | 05-11-1983            | 1(8wk)          | 79           |                                    |
| Dancing on the Ceiling                                              | 1986                  | 23-08-1986            | 4               | 43           |                                    |
| Back to Front                                                       | 1992                  | 16-05-1992            | 1(11wk)         | 90           | Verzamelalbum                      |
| Louder Than Words                                                   | 1996                  | 20-04-1996            | 9               | 30           |                                    |
| Truly: The Love Songs                                               | 1997                  | 15-11-1997            | 28              | 24           | Verzamelalbum                      |
| Time                                                                | 1998                  | 04-07-1998            | 56              | 8            |                                    |
| Renaissance                                                         | 2000                  | 28-10-2000            | 10              | 41           |                                    |
| Encore                                                              | 25-11-2002            | 14-12-2002            | 28              | 14           | Livealbum                          |
| Just for You                                                        | 08-03-2004            | 27-03-2004            | 21              | 19           |                                    |
| The Definitive Collection                                           | 2004                  | 02-10-2004            | 23              | 12           | met The Commodores / Verzamelalbum |
| Coming Home                                                         | 08-09-2006            | 16-09-2006            | 20              | 14           |                                    |
| Sound of the Season                                                 | 2006                  |                       |                 |              |                                    |
| Symphonica in Rosso                                                 | 28-11-2008            | 06-12-2008            | 1(2wk)          | 25           | Livealbum                          |
| Just Go                                                             | 20-03-2009            | 21-03-2009            | 22              | 6            |                                    |
| Tuskegee                                                            | 09-03-2012            | 17-03-2012            | 7               | 20           |                                    |

| Album met hitnotering(en) in de Vlaamse Ultratop 200 albums | Datum van verschijnen | Datum van binnenkomst | Hoogste positie | Aantal weken | Opmerkingen                        |
| ----------------------------------------------------------- | --------------------- | --------------------- | --------------- | ------------ | ---------------------------------- |
| Louder Than Words                                           | 1996                  | 27-04-1996            | 25              | 10           |                                    |
| Back to Front                                               | 1992                  | 05-05-2001            | 38              | 2            | Verzamelalbum                      |
| Renaissance                                                 | 2000                  | 05-05-2001            | 30              | 3            |                                    |
| Just for You                                                | 2004                  | 27-03-2004            | 47              | 7            |                                    |
| The Definitive Collection                                   | 2004                  | 23-10-2004            | 31              | 7            | met The Commodores / Verzamelalbum |
| Just Go                                                     | 2009                  | 28-03-2009            | 89              | 3            |                                    |
| Tuskegee                                                    | 2012                  | 24-03-2012            | 5               | 9            |                                    |

### Singles
| Single met eventuele hitnotering(en) in de Nederlandse Top 40 | Datum van verschijnen | Datum van binnenkomst | Hoogste positie | Aantal weken | Opmerkingen                                                                                 |
| ------------------------------------------------------------- | --------------------- | --------------------- | --------------- | ------------ | ------------------------------------------------------------------------------------------- |
| Endless Love                                                  | 1981                  | 05-09-1981            | 4               | 10           | met Diana Ross / #10 in de Nationale Hitparade / #4 in de TROS Top 50                       |
| Truly                                                         | 1982                  | 25-12-1982            | tip8            | -            |                                                                                             |
| You Are                                                       | 1983                  | 16-04-1983            | 17              | 6            | #29 in de Nationale Hitparade / #15 in de TROS Top 50                                       |
| All Night Long (All Night)                                    | 1983                  | 08-10-1983            | 1(4wk)          | 11           | #1 in de Nationale Hitparade / #1 in de TROS Top 50                                         |
| Running with the Night                                        | 1983                  | 17-12-1983            | 7               | 6            | #8 in de Nationale Hitparade / #7 in de TROS Top 50 / Veronica Alarmschijf Hilversum 3      |
| Hello                                                         | 1984                  | 24-03-1984            | 1(4wk)          | 13           | #1 in de Nationale Hitparade / #1 in de TROS Top 50                                         |
| Stuck on You                                                  | 1984                  | 07-07-1984            | 21              | 5            | #18 in de Nationale Hitparade / #18 in de TROS Top 50                                       |
| Penny Lover                                                   | 1984                  | 27-10-1984            | 11              | 9            | #14 in de Nationale Hitparade / #10 in de TROS Top 50                                       |
| Say You, Say Me                                               | 1985                  | 16-11-1985            | 2               | 13           | #1 in de Nationale Hitparade / #11 in de laatste TROS Top 50 / TROS Paradeplaat Hilversum 3 |
| Dancing on the Ceiling                                        | 1986                  | 26-07-1986            | 14              | 10           | #8 in de Nationale Hitparade / TROS Paradeplaat Radio 3                                     |
| Love Will Conquer All                                         | 1986                  | 01-11-1986            | 18              | 5            | #24 in de Nationale Hitparade / TROS Paradeplaat Radio 3                                    |
| Ballerina Girl                                                | 1987                  | 07-02-1987            | 35              | 3            | #39 in de Nationale Hitparade Top 100                                                       |
| Se La                                                         | 1987                  | 04-04-1987            | 8               | 9            | #12 in de Nationale Hitparade Top 100 / TROS Paradeplaat Radio 3                            |
| Do It to Me                                                   | 1992                  | 02-05-1992            | 15              | 9            | #12 in de Nationale Top 100                                                                 |
| My Destiny                                                    | 1992                  | 15-08-1992            | 2               | 14           | #1 in de Nationale Top 100                                                                  |
| Love, Oh Love                                                 | 1992                  | 28-11-1992            | 15              | 6            | #15 in de Nationale Top 100                                                                 |
| Don't Wanna Lose You                                          | 1996                  | 13-04-1996            | 38              | 3            | #28 in de Mega Top 50                                                                       |
| Climbing                                                      | 1996                  | 23-11-1996            | tip5            | -            | #45 in de Mega Top 50                                                                       |
| Closest Thing to Heaven                                       | 1998                  | -                     |                 |              | #98 in de Mega Top 100                                                                      |
| Angel                                                         | 2000                  | 25-11-2000            | 8               | 15           | #6 in de Mega Top 100                                                                       |
| Don't Stop the Music                                          | 2001                  | 10-03-2001            | tip9            | -            | #73 in de Mega Top 100                                                                      |
| Cinderella                                                    | 2001                  | -                     |                 |              | #82 in de Mega Top 100                                                                      |
| Just for You                                                  | 2004                  | 13-03-2004            | tip8            | -            | #47 in de Mega Top 50                                                                       |
| Long Long Way to Go                                           | 2004                  | -                     |                 |              | #93 in de B2B Single Top 100                                                                |
| I Call It Love                                                | 2006                  | -                     |                 |              | #93 in de B2B Single Top 100                                                                |
| Reason to Believe                                             | 2007                  | 13-01-2007            | tip14           | -            |                                                                                             |
| Face in the Crowd                                             | 2008                  | 02-08-2008            | 9               | 12           | met Trijntje Oosterhuis / #3 in de Mega Top 50                                              |
| Just Go                                                       | 2009                  | 07-02-2009            | tip11           | -            |                                                                                             |

| Single met hitnotering(en) in de Vlaamse Ultratop 50 | Datum van verschijnen | Datum van binnenkomst | Hoogste positie | Aantal weken | Opmerkingen                                 |
| ---------------------------------------------------- | --------------------- | --------------------- | --------------- | ------------ | ------------------------------------------- |
| Endless Love                                         | 1981                  | 12-09-1981            | 6               | 10           | met Diana Ross / Nr. 9 in de Radio 2 Top 30 |
| Truly                                                | 1982                  | 15-01-1983            | 32              | 2            |                                             |
| You Are                                              | 1983                  | 05-02-1983            | 23              | 5            | Nr. 18 in de Radio 2 Top 30                 |
| All Night Long (All Night)                           | 1983                  | 15-10-1983            | 1(2wk)          | 13           | Nr. 1 in de Radio 2 Top 30                  |
| Running with the Night                               | 1983                  | 31-12-1983            | 10              | 7            | Nr. 7 in de Radio 2 Top 30                  |
| Hello                                                | 1984                  | 07-04-1984            | 1(5wk)          | 13           | Nr. 1 in de Radio 2 Top 30                  |
| Stuck on You                                         | 1984                  | 07-07-1984            | 13              | 10           | Nr. 10 in de Radio 2 Top 30                 |
| Penny Lover                                          | 1984                  | 03-11-1984            | 10              | 9            | Nr. 12 in de Radio 2 Top 30                 |
| Say You, Say Me                                      | 1985                  | 23-11-1985            | 2               | 16           | Nr. 2 in de Radio 2 Top 30                  |
| Dancing on the Ceiling                               | 1986                  | 26-07-1986            | 4               | 13           | Nr. 4 in de Radio 2 Top 30                  |
| Love Will Conquer All                                | 1986                  | 25-10-1986            | 10              | 8            | Nr. 13 in de Radio 2 Top 30                 |
| Ballerina Girl                                       | 1986                  | 03-01-1987            | 22              | 11           | Nr. 11 in de Radio 2 Top 30                 |
| Se La                                                | 1987                  | 04-04-1987            | 2               | 11           | Nr. 2 in de Radio 2 Top 30                  |
| Do It to Me                                          | 1992                  | 23-05-1992            | 11              | 11           | Nr. 8 in de Radio 2 Top 30                  |
| My Destiny                                           | 1992                  | 05-09-1992            | 6               | 13           | Nr. 5 in de Radio 2 Top 30                  |
| Love, Oh Love                                        | 1992                  | 28-11-1992            | 13              | 10           | Nr. 11 in de Radio 2 Top 30                 |
| Climbing                                             | 1996                  | 04-01-1997            | 14              | 20           | Nr. 14 in de Radio 2 Top 30                 |
| Angel                                                | 2000                  | 14-10-2000            | tip2            | -            |                                             |
| Don't Stop the Music                                 | 2001                  | 17-03-2001            | tip6            | -            | Nr. 23 in de Radio 2 Top 30                 |
| To Love a Woman                                      | 2003                  | 17-05-2003            | tip2            | -            | met Enrique Iglesias                        |
| Just for You                                         | 2004                  | 27-03-2004            | tip3            | -            |                                             |
| Endless Love                                         | 27-02-2012            | 28-04-2012            | tip77           | -            | met Shania Twain                            |
| Angel                                                | 2012                  | 29-09-2012            | 32              | 3            | met Natalia                                 |

### NPO Radio 2 Top 2000
| Nummers met noteringen in de NPO Radio 2 Top 2000 | '99  | '00  | '01  | '02  | '03  | '04  | '05  | '06  | '07 | '08  | '09  | '10  | '11  | '12  | '13  | '14 | '15 | '16  | '17  | '18  | '19  | '20  | '21  | '22  | '23  | '24  |
| ------------------------------------------------- | ---- | ---- | ---- | ---- | ---- | ---- | ---- | ---- | --- | ---- | ---- | ---- | ---- | ---- | ---- | --- | --- | ---- | ---- | ---- | ---- | ---- | ---- | ---- | ---- | ---- |
| All Night Long                                    | 1016 | 1129 | 1104 | 1363 | 1701 | 1464 | 1688 | 1451 | -   | 1780 | 1864 | 1849 | -    | 1505 | -    | -   | -   | -    | -    | 1677 | 1956 | 1531 | 1516 | 1799 | 1804 | -    |
| Dancing on the Ceiling                            | 1729 | 1314 | 1777 | -    | -    | -    | -    | -    | -   | -    | -    | -    | -    | -    | -    | -   | -   | -    | -    | -    | -    | -    | -    | -    | -    | -    |
| Endless Love (met Diana Ross)                     | 1027 | -    | -    | -    | -    | 1912 | -    | -    | -   | -    | -    | -    | -    | -    | -    | -   | -   | -    | -    | -    | -    | -    | -    | -    | -    | -    |
| Face in the Crowd (met Trijntje Oosterhuis)       | ×    | ×    | ×    | ×    | ×    | ×    | ×    | ×    | ×   | -    | 1562 | 1252 | 1304 | 1510 | 1967 | -   | -   | -    | -    | -    | -    | -    | -    | -    | -    | -    |
| Hello                                             | 110  | 267  | 351  | 430  | 480  | 305  | 550  | 489  | 694 | 483  | 666  | 665  | 682  | 753  | 905  | 894 | 912 | 1044 | 1023 | 1191 | 1082 | 1095 | 1239 | 1448 | 1388 | 1559 |
| My Destiny                                        | 1547 | -    | -    | -    | -    | -    | -    | -    | -   | -    | -    | -    | -    | -    | -    | -   | -   | -    | -    | -    | -    | -    | -    | -    | -    | -    |
| Penny Lover                                       | 1873 | -    | -    | -    | -    | -    | -    | -    | -   | -    | -    | -    | -    | -    | -    | -   | -   | -    | -    | -    | -    | -    | -    | -    | -    | -    |
| Stuck on You                                      | 1463 | -    | 1479 | -    | -    | 1673 | 1982 | 1997 | -   | -    | -    | -    | -    | -    | -    | -   | -   | -    | -    | -    | -    | -    | -    | -    | -    | -    |

1. ↑  Een '-' betekent dat het nummer niet was genoteerd, een '×' betekent dat het nummer nog niet was uitgebracht en een vetgedrukt getal geeft de hoogste notering van een nummer aan.

### Dvd's
| Dvd's met hitnoteringen in de Nederlandse Music Top 30 | Datum van verschijnen | Datum van binnenkomst | Hoogste positie | Aantal weken | Opmerkingen |
| ------------------------------------------------------ | --------------------- | --------------------- | --------------- | ------------ | ----------- |
| Collection                                             | 2004                  | 16-10-2004            | 11              | 8            |             |
| Live - His Greatest Hits and More                      | 2007                  | 29-09-2007            | 19              | 16           |             |
| Symphonica in Rosso                                    | 2008                  | 06-12-2008            | 1(2wk)          | 28           |             |